# Bill McCaw
Pour les articles homonymes, voir McCaw.

a Compétitions nationales et continentales officielles uniquement.

b Matchs officiels uniquement.
William Alexander McCaw dit Bill McCaw, né le 26 août 1927 à Gore (Southlald, île du Sud) et mort le 6 mai 2025 à Christchurch (Canterbury, île du Sud), est un joueur de rugby à XV de l'équipe de Nouvelle-Zélande évoluant au poste de troisième ligne aile ou centre.

## Carrière
Bill McCaw joue pour la province de Southland. Il dispute son premier test match avec l'équipe de Nouvelle-Zélande le 23 juin 1951 contre l'Australie et son dernier test match contre l'équipe de France le 27 février 1954. Il est une fois capitaine de l'équipe de Nouvelle-Zélande en 1953.
En 1951, il est sélectionné à trois reprises avec les All Blacks, qui font une tournée en Australie. Il dispute les trois test matchs et 10 matchs de la tournée.
En 1953-1954, il est sélectionné à deux reprises avec les All Blacks, qui font une tournée en Europe et en Amérique du Nord. Il participe à la défaite contre le pays de Galles 8-13, il est ensuite écarté des autres test matchs. Il rejoue et perd contre la France 0-3 le 27 février 1954,. Il joue 22 matchs de la tournée.

## Statistiques en équipe nationale
- Nombre de test matchs avec les All Blacks : 5
- Sélections par année : 3 en 1951, 1 en 1953, 1 en 1954
- Nombre total de matchs avec les All Blacks : 32 (1 fois comme capitaine)